# Eclipta sallaei
Eclipta sallaei là một loài bọ cánh cứng thuộc họ Xén tóc. Loài này được Bates mô tả năm 1885.